# Boris Kriukow
Boris Kriukow fue un artista pintor ucraniano, ciudadano argentino, radicado en ese país latinoamericano desde el año 1948. Había nacido en 1895, en la ciudad de Orhei (actualmente en Moldavia), en la entonces "gobernación" de Besarabia del que fuera otrora Imperio Ruso, en la familia de un funcionario del juzgado de aquella ciudad.
Tanto el padre, Juan Kriukow, como la madre, Sofía Usatenko, eran ucranianos. Cabe señalar, que el apellido del padre es la versión rusificada (la rusificación se practicaba desde el siglo XIX) de Kurukiv (véase: Kremenchuk, Ucrania: el tratado de Kurukiv de 1625).
Un seudónimo, que utilizaba, más que nada en Austria, era: Iván Usatenko.

## Vida y obra
Una vez egresado de la Escuela de Fedir Krychevskyi, entre cuyos profesores cabe señalar a Myjailo Boichuk y Hryhoriy Narbut, entre otros, Boris Kriukow se dirigió a Kam'ianets Podils'kyi, donde enseñó pintura en el Colegio de Arte y Artesanía.
En los años 1920, trabajó en el Teatro de Ópera y Ballet de Kiev, y a partir de 1930 hasta la Segunda Guerra Mundial, fue uno de los ilustradores de libros más conocidos de la Ucrania soviética, hasta el punto de seguir mencionándose su nombre en calidad de tal, inclusive después de haber sido prohibida su mención en su carácter de pintor, habiendo sido calificado "enemigo del pueblo" por haberse dirigido hacia el Occidente. En esa época ilustró unos 500 libros, trabajando para la casa editora estatal Ukraina así como las editoriales Kul'tura, Radianskyi pysmennyk, etc., entre ellos obras de Tarás Shevchenko, Iván Frankó, Borys Antonenko-Davydovych, Borys Hrinchenko, Hryhoriy Epik, Leonid Pervomaiskyi, Natalia Zabila y muchos más.
En 1943, fue a Leópolis (Lviv), donde participó en una exposición colectiva, cosechando críticas sumamente elogiosas, como, por ejemplo, aquella en que un óleo suyo, denominado La visita (U hostiaj), era mencionado como "la perla de la exposición".
De Lviv fue a Austria, tomando residencia en Gmunden (Alta Austria, sobre el lago Traunsee). Participó en varias exposiciones colectivas, en Linz, Innsbruck, Salzburgo.
En 1948 emigró a la Argentina, radicándose en Buenos Aires, donde permaneció hasta su muerte, aunque enviaba sus obras para que fuesen expuestas en Canadá y EE. UU. (Toronto, 1956 y Nueva York, 1963).
Habiendo adoptado la ciudadanía argentina, hizo, casi todos los años, entre 1949 y 1965, exposiciones individuales en las galerías de arte Müller, y Van Riel y Whitcomb, además de una muestra colectiva en la que participó por invitación del Consejo Deliberante de la Ciudad de Buenos Aires (1965).
Entre 1950 y 1960, aproximadamente, ilustró unos 80 libros ucranianos para las editoriales Julián Serediak, Mykola Denysiuk, Peremoha, Nuestro Llamado (Nash klych), etc. Cabe mencionar su libro humorístico Gotas del buen humor (Smijolina), editado por Julián Serediak, con cuyo periódico humorístico La Escoba (Mitlá) también colaboraba.
Desde 1950 hasta su muerte era el ilustrador exclusivo de la serie "Clásicos Inolvidables" de la renombrada editorial sudamericana El Ateneo:
- El libro de las mil noches y una noche (1950 y 1956);

- Páginas escogidas de Edgar Allan Poe (1951);

- La Divina Comedia y La vida nueva de Dante Alighieri (1952);

- El ingenioso hidalgo Don Quijote de La Mancha de Miguel de Cervantes Saavedra (1954);

- Teatro Clásico Español (1958);

- El Decamerón de Boccaccio (1953);

- Obras selectas de Francisco de Quevedo y Villegas (1957);

- Obras selectas de Anatole France (1959);

- Obras selectas de Emilio Zola (1961);

- retratos de Rabelais, Molière y Góngora.

En 1964, un dibujo suyo, "Don Quijote", fue premiado en un concurso internacional iniciado por la editorial Códex de Madrid, y al año siguiente le fue otorgado otro premio, esta vez por la editorial argentina del mismo nombre, por un dibujo destinado a ilustrar Don Segundo Sombra de Ricardo Güiraldes.
Colaboró también con la editorial Atlántida, realizando portadas e ilustraciones pars las siguientes ediciones:
- 1955 – Hombrecitos de Louisa M. Alcott;

- 1956 – El pequeño lord de Frances Hodgson Burnett;

- 1956 – Colmillo Blanco de Jack London;

- 1957 – Heidi de Johanna Spyri;

- 1962 – La hija de Cariles de Josephine Colomb (portada);

- 1964 – Mujercitas de Louisa M. Alcott;

- 1964 – Vida y aventuras de Buffalo Bill de William F. Cody.

Además de esos libros para jóvenes, realizaba tapas a todo color para los libros destinados para niños más pequeños, en su mayoría cuentos de Constancio C. Vigil, tales como: La Dientuda; El Bosque Azul; Los Enanitos Jardineros; Los Escarabajos y la Moneda de Oro; La Hormiguita Viajera; Tragapatos, etc.

Boris Kriukow. Consejo de Generales. 1960s

Es interesante señalar que, después de su muerte, el conocido poeta ucraniano-argentino Igor Kaczurowskyj, yerno del artista, se vio inspirado por unos dibujos sobre el tema del viejo cuento infantil ucraniano, El Señor Kotski (un gato) para componer un poema para niños que hubo de ser publicado en Ucrania, con esas mismas ilustraciones póstumas de Kriukow, muchos años más tarde ("Pan Kotski", Kiev 1992).
Un óleo llamado Gral. José de San Martín o Chacabuco se hallaba en las oficinas de la Municipalidad de Buenos Aires.

Boris Kriukow. Chacabuco

Un lienzo grande que representa al Almirante Guillermo Brown, inconcluso debido a la muerte del pintor, es propiedad del Instituto Browniano. Ha sido descrito en estos términos: 
“Gran óleo inconcluso del pintor Boris Kriukow (1967)
Kriukow, Boris, 1967. Óleo sobre tela. 200 x 1750 mm. Departamento de Estudios Históricos Navales. Casa Amarilla, Bs As. Lamina: Buen estado de conservación. Excepto el busto del almirante, la obra se halla inconclusa. El motivo central de la pieza lo constituye la figura del Almirante, de pie en la cubierta de un buque en pleno combate. Descubierto, con su cabello rubio encrespado, la cara manchada en pólvora , gesto y mirada firmes, su brazo derecho cruzado sobre el pecho, con la mano derecha sobre el corazón y la mano izquierda sujetando la espada. El cuadro se completa con los diseños de tres marineros en la misma cubierta que el Almirante, uno con una venda sobre su frente herida y otro con la diestra apoyada en un cañón; una fragata navegando en el horizonte sobre un mar encrespado y a la izquierda de la figura central emerge la proa de un bote.
Archivo Gráfico Instituto Nacional Browniano”.

Boris Kriukow. Gauchos

Cabe mencionar, asimismo, un retrato de gran tamaño del Cardenal Josyf Slipyi, así como una de sus últimas obras: el mosaico apsidal de la Catedral ucraniana Sta. María del Patrocinio, Buenos Aires, que fue coronada personalmente por el papa Juan Pablo II en 1988, año del milenio del cristianismo en Ucrania.
Boris Kriukow falleció en Buenos Aires, el 6 de marzo de 1967. Su viuda, la pintora Olga Gurski, realizó algunas exposiciones póstumas de sus óleos, en los EE. UU. y en el Canadá, a fin de reunir fondos para la monografía "Boris Kriukow" (ucraniano-castellano-inglés, Buenos Aires 1970).